# Copa do Mundo de Esqui Alpino de 2007
A Copa do Mundo de Esqui Alpino de 2007 foi a 41º edição da Copa do Mundo, ela foi iniciada em novembro de 2006 na Finlândia e finalizada em março de 2007 na Suíça.
O norueguês Aksel Lund Svindal venceu no masculino, enquanto no feminino a austríaca Nicole Hosp foi a campeã geral.